# Sonate K. 369
La sonate K. 369 (F.315/L.240) en la majeur est une œuvre pour clavier du compositeur italien Domenico Scarlatti.

## Présentation
La sonate K. 369, en la majeur, notée Allegro forme une paire avec la sonate précédente. Elle ressemble à un menuet trop lent, ou plutôt une danse dotée d'une saveur espagnole,.

## Manuscrits
Le manuscrit principal est le numéro 12 du volume VIII (Ms. 9779) de Venise (1754), copié pour Maria Barbara ; les autres sont Parme X 10 (Ms. A. G. 31415) et Münster II 14 (Sant Hs 3965).

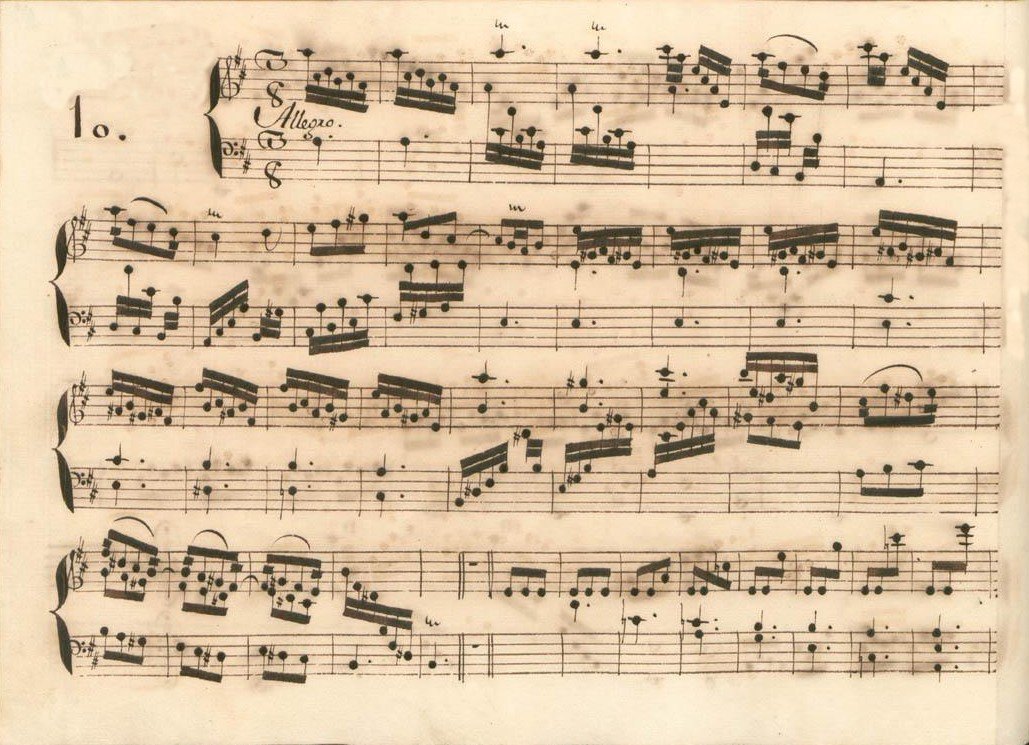
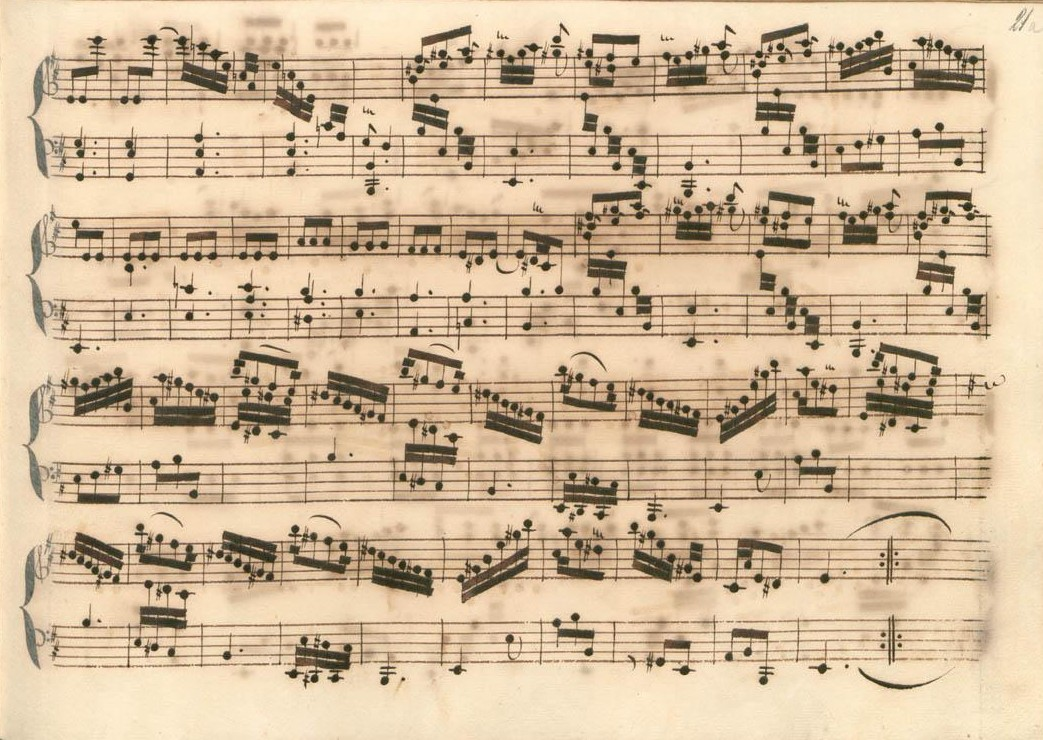
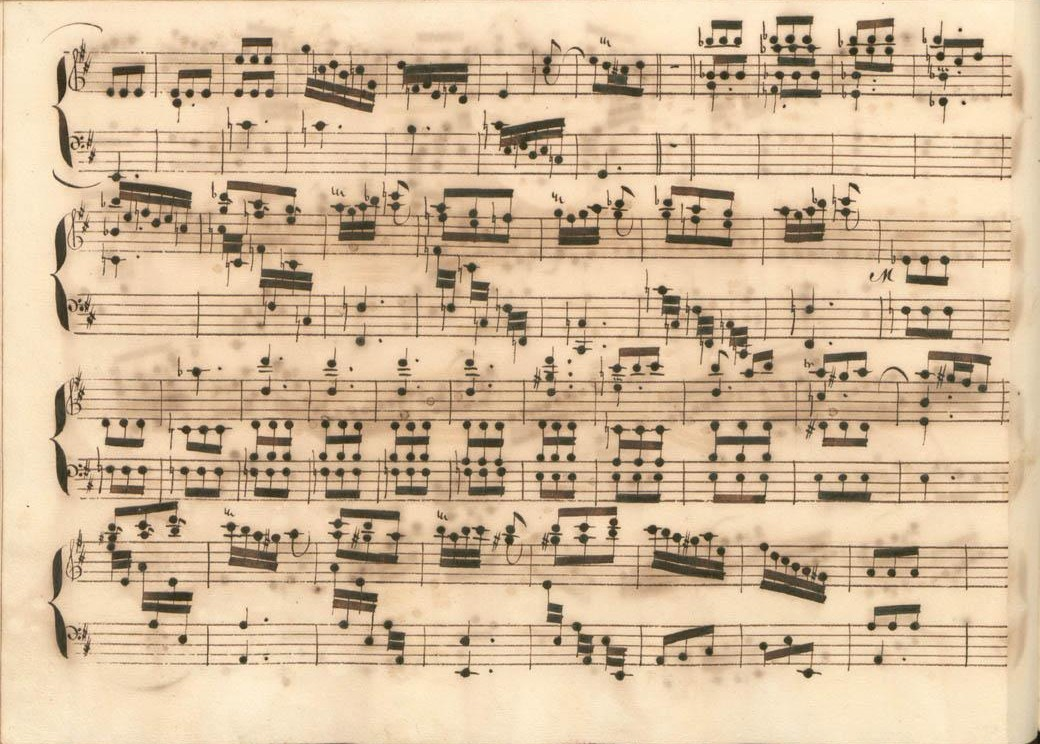
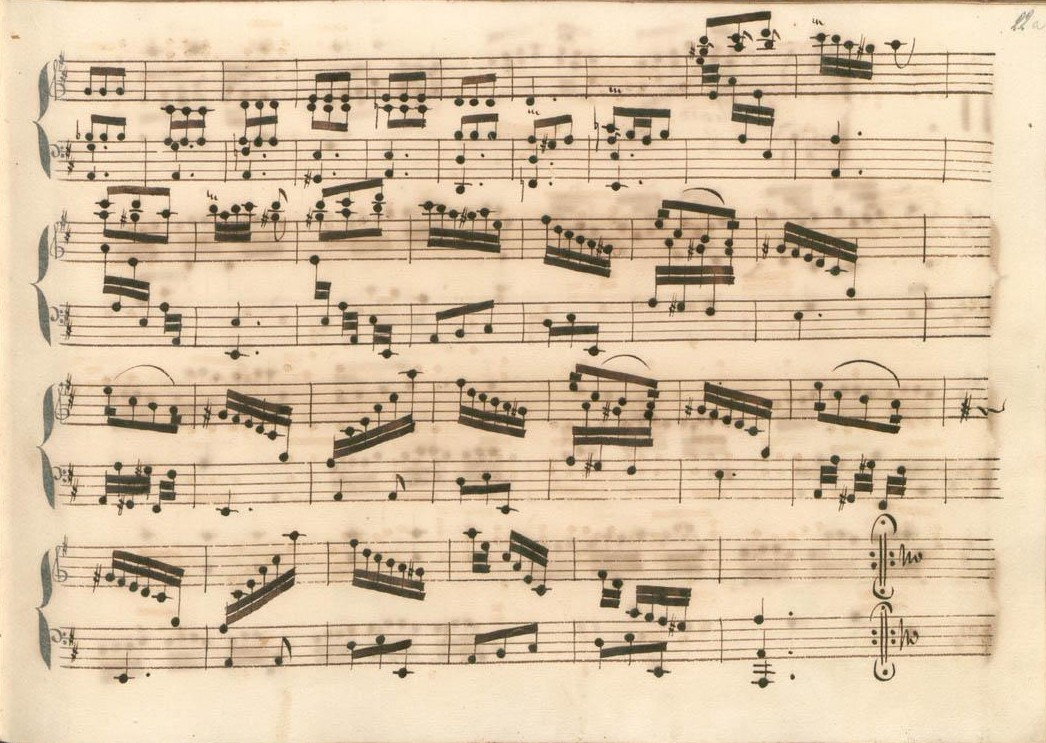

## Interprètes
La sonate K. 369 est défendue au piano, notamment par Carlo Grante (2013, Music & Arts, vol. 4) et Sergio Monteiro (2017, Naxos, vol. 18) ; au clavecin, elle est jouée par Scott Ross (1985, Erato), Richard Lester (2003, Nimbus, vol. 3) et Pieter-Jan Belder (Brilliant Classics, vol. 8).

## Sources
: document utilisé comme source pour la rédaction de cet article.
- Ralph Kirkpatrick (trad. de l'anglais par Dennis Collins), Domenico Scarlatti, Paris, Lattès, coll. « Musique et Musiciens », 1982 (1re éd. 1953 (en)), 493 p. (ISBN 978-2-7096-0118-4, OCLC 954954205, BNF 34689181).
- Alain de Chambure, « Domenico Scarlatti, Intégrale des sonates — Scott Ross », Erato/Éditions Costallat (2564-62092-2 (livret : 2292-45309-2)), 1985 (OCLC 891183737) .
- (en) Carlo Grante, « Domenico Scarlatti, intégrale des sonates pour clavier (vol. 4) », Music & Arts (CD-1293), 2016 (OCLC 1020680576) .